# Robert Myrsten
Gustaf Robert Myrsten, född 2 december 1909 i Slite, Othems församling, Gotlands län, död där 23 januari 1976, var en svensk skeppsredare.

## Biografi
Myrsten var son till sjökaptenen Gustaf Myrsten och Märtha Löfvenberg samt bror till Carl Bertil Myrsten. Han tog realexamen och gick på Barlocks handelsskola och gjorde därefter ett års sjöpraktik. Han var anställd på skeppsmäklarkontor i England och Tyskland 1932–1933. Myrsten var auktoriserad skeppsklarerare för Gotland, VD och styrelseledamot för Rederi AB Volo från 1947 samt VD för AB Robert Myrsten från 1950.
Han var ledamot av Statens lånenämnd för den mindre skeppsfarten från 1957 och satt i Executive Committee and Board of Directors för The Baltic and International Maritime Conference Copenhagen. Myrsten var styrelseledamot i Sveriges Redareförening och Rederi AB Gotland och var ledamot i Stockholms sjömansnämnd, i kommunfullmäktige och Slite hamndirektion samt ordförande Slite högerförening 1959–1962.
Han gifte sig 1940 med Birgitta Hartzell (1912–2012), dotter till kapten Nils Hartzell och Hedvig Cecilia Petterson. Han var far till Ann-Sofie (född 1940). Makarna Myrsten är begravda på Othems kyrkogård.

## Utmärkelser
- Riddare av Vasaorden (RVO) [2]